# 세디크족

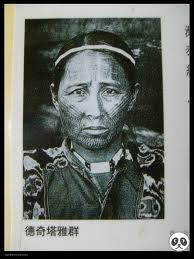

세디크족(Seediq, 중국어: 賽德克族 싸이더커족[*])은 대만 원주민족 중 하나로, 타로코족처럼 아타얄족(泰雅族)의 한 지파이다. 난터우현 동북부 및 화롄현 남부와 북부에 주로 거주한다. 인구는 약 1만명이다.
대만일치시기 동안 원주민 영토를 개발하는 일본 당국과 접촉하기 시작하며 여러 충돌을 겪었다. 마지막 사건은 1930년 대규모로 봉기한 우서 사건으로, 이때 일본군의 강력한 진압으로 600명 이상의 세디크족이 살해되었다. 이 봉기를 주도한 족장의 아들 모나 루다오는 현재도 대만에서 저항의 상징으로서 기념되고 있다.

## 같이 보기
- 중화민국의 인구
- 대만 원주민